# François Chauveau

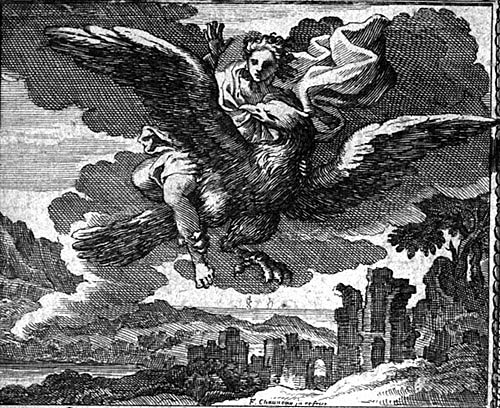
Ganymedes rövas bort, kopparstick av François Chauveau.

François Chauveau, född 10 maj 1613, död 3 februari 1676, var en fransk konstnär. Han var far till konstnärerna Evrard Chauveau och René Chauveau.
Chauveau utbildade sig först till miniatyrmålare, men övergick senare till att verka som kopparstickare, där han var mycket produktiv och skapat en mängd porträtt, religiösa och mytologiska bilder, titelblad och vinjetter med mera.